# SC Moskitos Wuppertal
Der SC Moskitos Wuppertal e.V ist ein deutscher Rollhockeyverein aus Wuppertal-Unterbarmen; seine 1. Damen-Mannschaft spielt aktuell in der Rollhockey-Bundesliga.
Die 1. Herren-Mannschaft des SC Moskitos Wuppertal spielt in der Regionalliga West.
Der Verein ist eine Ausgründung aus dem TV Friesen Wuppertal, dem man weiterhin freundschaftlich verbunden ist. Seine Heimspielstätte ist überwiegend die Sporthalle des Gymnasiums Am Kothen.
Wie die erfolgreichere lokale Konkurrenz des RSC Cronenberg setzt man bei der Zusammenstellung der Mannschaften großenteils auf Spieler aus der Region sowie auf Nachwuchs aus der ausgedehnten Jugendarbeit.